# Canon 6D

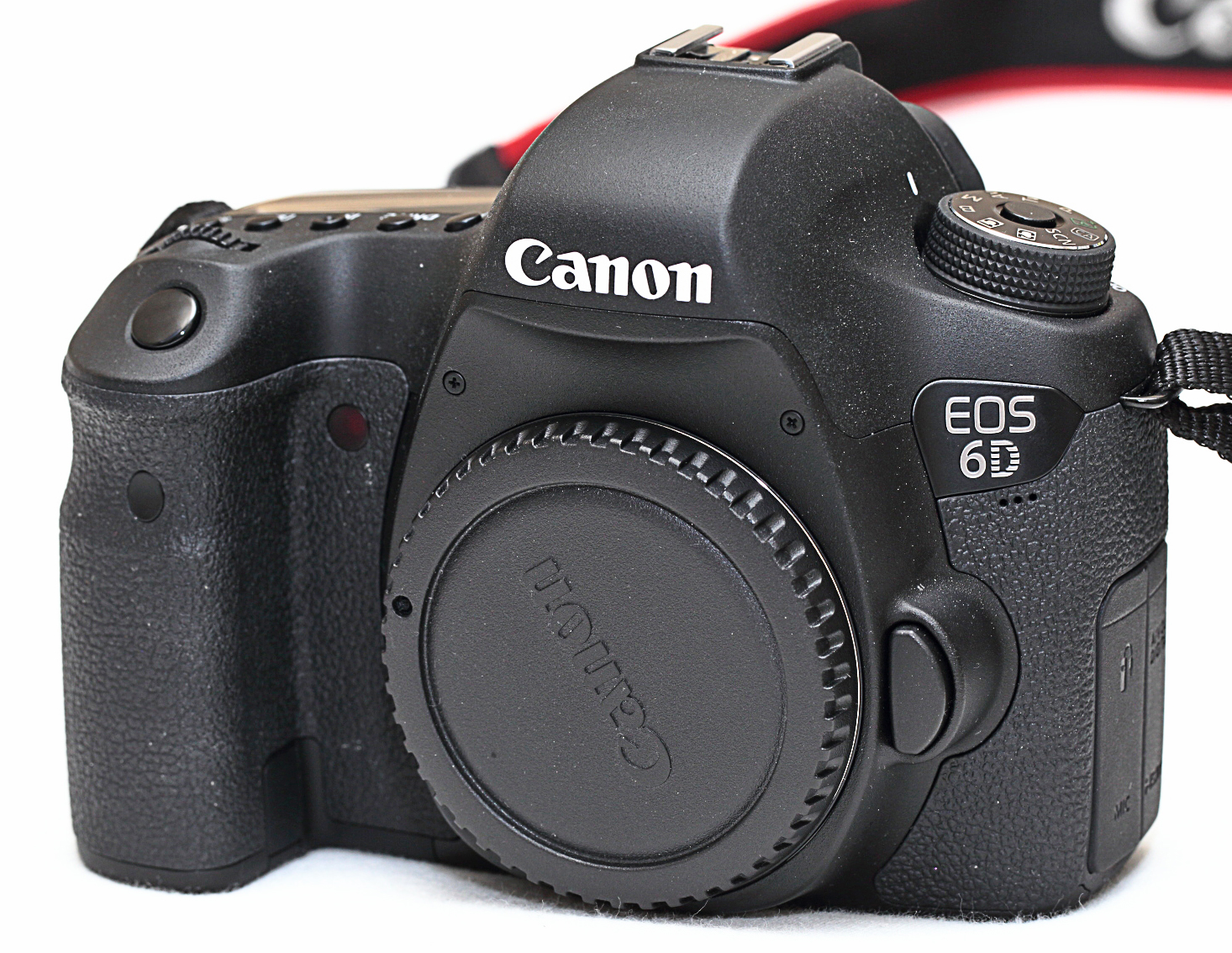
Canon EOS 6D, vedere frontală

Canon 6D este o cameră foto de 20,2 megapixeli cu senzor full-frame. 
Acest aparat foto semi-profesional a fost conceput pentru segmentul de piață care dorește calitatea senzorului full-frame, 
dar care nu dispune de un buget suficient de mare pentru aparatele din acest segment.